# Barratt-bozótposzáta
A Barratt-bozótposzáta (Bradypterus barratti) a verébalakúak (Passeriformes) rendjébe, ezen belül a tücsökmadárfélék (Locustellidae) családjába és a Bradypterus nembe tartozó faj. 15-16 centiméter hosszú. A Dél-afrikai Köztársaság, Mozambik és Zimbabwe nedves erdőiben él. Rovarokkal táplálkozik. Szeptembertől decemberig költ.

## Alfajok
- B. b. priesti (Benson, 1946) – kelet-Zimbabwe és nyugat-Mozambik;
- B. b. barratti (Sharpe, 1876) – északkelet-Dél-afrikai Köztársaság;
- B. b. godfreyi (Roberts, 1922) – kelet-Dél-afrikai Köztársaság;
- B. b. cathkinensis (Vincent, 1948) – kelet-Dél-afrikai Köztársaság hegyvidéke.

## Fordítás
- Ez a szócikk részben vagy egészben  a   Barratt's warbler című angol Wikipédia-szócikk fordításán alapul.  Az eredeti cikk szerkesztőit annak laptörténete sorolja fel. Ez a jelzés csupán a megfogalmazás eredetét és a szerzői jogokat jelzi, nem szolgál a cikkben szereplő információk forrásmegjelöléseként.